# Peacock (стриминговый сервис)
Peacock (Пи́кок, в переводе с англ. — «Павлин») — американский стриминговый сервис, принадлежащий и управляемый подразделением Television and Streaming компании NBCUniversal, дочерней компании Comcast.  Названный в честь логотипа NBC в виде павлина, сервис был запущен 15 июля 2020 года.
Служба в основном содержит контент от студий NBCUniversal и других сторонних поставщиков контента, включая телесериалы, фильмы, новости и спортивные программы. Сервис доступен в бесплатной версии с рекламной поддержкой и ограниченным содержанием, а премиум уровень включает в себя большую библиотеку контента и доступ к дополнительному контенту NBC Sports и WWE.
Ранний доступ для клиентов Xfinity Flex начался 15 апреля 2020 года, пользователи X1 получили предварительную версию к 1 мая. Общенациональный релиз состоялся 15 июля 2020 года. К октябрю Peacock достиг более 22 млн пользователей, к январю 2021 года их было уже 33 млн. На ноябрь 2021 года у сервиса 54 млн пользователей.
По состоянию на февраль 2022 года сервис достиг 25 миллионов ежемесячных активных пользователей и 9 миллионов платных подписчиков.

## История
14 января 2019 года NBCUniversal сообщило о будущем запуске сервиса потокового вещания, и в то же время объявила о реорганизации, в результате которой были созданы NBCUniversal Direct-to-Consumer и Digital Enterprises под председательством Бонни Хаммер. 17 сентября было озвучено название сервиса «Peacock» (англ. Павлин, являющийся символом NBC) и дата запуска — апрель 2020 года, его контент составят новые оригинальные программы, ремейки уже выходивших проектов NBCU и возвращённые из конкурирующих стриминговых сервисов Netflix, Hulu, и Prime Video сериалы «Офис» (с января 2021 года) и «Парки и зоны отдыха» (с октября 2020 года).
16 января 2020 года Comcast объявила, что 15 апреля Peacock начнёт мягкий запуск для клиентов кабельного и широкополосного доступа Xfinity перед запуском на общенациональном уровне 15 июля 2020 года. Peacock в запуск Россия
13 января 2024 года игрой плей-офф Канзас-Сити Чифс — Майами Долфинс (хотя игра будет транслироваться бесплатно по местному телевидению на рынках Канзас-Сити и Майами) сервис дебютирует в качестве одного из трансляторов НФЛ, с чем были связаны серьёзные надежды и опасения. Право на показ игры было выкуплено за 100 млн долл., сами игры плей-офф собирают по 30 млн зрителей в США.

## Дистрибуция
У Peacock есть три уровня обслуживания: бесплатный, премиум и премиум плюс. Первый уровень включает в себя контент двух верхних уровней, его бесплатность основана на показе рекламы и он доступен бесплатно для всех пользователей интернета в США. Premium также имеет рекламу, но предоставляет полную библиотеку контента, он доступен в виде ежемесячной подписки и включен в некоторые услуги от поставщиков ТВ-услуг, включая Xfinity и Cox. На обоих уровнях с рекламой реклама ограничена пятью минутами в час. Верхний уровень предоставляет полную библиотеку без рекламы. Подписчики Peacock Premium, независимо от того, подписываются ли они напрямую или получают услуги через поставщика, могут перейти на Peacock Premium Plus за дополнительную ежемесячную плату.
6 мая 2020 года было объявлено о дистрибьюторском соглашении с Apple, по которому Peacock будет предустановлен на устройствах iOS и Apple TV, а его контент будет указан в приложении Apple TV с возможностью подписки на Peacock Premium в качестве покупки в приложении.
20 июля 2020 года сервис стал доступен на PlayStation 4.
23 июня 2020 года канадская телекомпания Corus Entertainment объявила о приобретении эксклюзивных прав на трансляцию оригинальных программ Peacock на территории этой страны.
18 сентября 2020 года NBCUniversal и Roku договорились о том, что Peacock будет добавлен в девайсы Roku на территории США, едва избежав участи отключённого приложения TV Everywhere, подвергшегося такой участи из-за спора по поводу распределения доходов и рекламных ресурсов. Запуск стримингового сервиса состоялся 21 сентября.

## Контент
Основу сервиса составляет библиотека NBCUniversal, включая Universal Pictures и Universal Television. При запуске Peacock предполагалось наличие на сервисе 15 тыс. часов контента без требования подписки, и 5 тыс. часов дополнительного контента для премиальных подписчиков. Новые серии телесериалов NBC на сервисе будут доступны для премиум-подписчиков через сутки после премьеры, в то время как остальные получат их через неделю. 26 января 2020 года было объявлено, что «Сегодня вечером с Джимми Феллоном» и «Поздним вечером с Сэтом Мейерсом» будет транслироваться на Peacock в 8:00 и 21:00 по североамериканскому восточному времени, то есть раньше их телевизионной премьеры на телеканале NBC. Решение, подверглось критике со стороны многих американских филиалов NBC из-за опасений, что «предварительные показы» обоих ночных ток-шоу на Peacock могут отобрать у зрителей шоу на местных станциях NBC.
Peacock также предлагает линейку порядка 25 цифровых линейных каналов, показывающих программный контент в полной форме и созданных в цифровом виде из каналов вещания и кабельного телевидения NBCUniversal (например, Today All Day, цифровое расширение утреннего шоу NBC Today), а также сторонних поставщиков контента. Они созданы для имитации традиционного вещательного программирования (аналогично таким сервисам, как Pluto TV и Xumo, последняя из которых была куплена материнской компанией NBCUniversal Comcast в феврале 2020 года).

### Программы собственного производства

#### Сериалы
- Вышедшие в эфир:
  - Дивный новый мир (2020)
  - Спасённые звонком (25 ноября 2020 года)
  - Панки Брюстер (25 февраля 2021 года)
  - Курс биологии (9 ноября 2020 года)
  - Клеопатра в космосе (15 июля 2020 года)
  - Следующая большая вещь Арчибальда (18 февраля 2021 года)
  - Мадагаскар: Маленькие и дикие — фантастический Хэллоуин (21 октября 2020 года)
  - На связи (5 ноября 2020 года)
  - Где Уолли? (15 июля 2020 года)
  - Любопытный Джордж (15 июля 2020 года)
  - The Mighty Ones (9 ноября 2020 года)
  - Тролльтопия (20 ноября 2020 года)

#### Документальные фильмы
- Вышедшие в эфир:
  - Затерянные скоростные трассы (15 июля 2020 года)
  - Истинные цвета (29 сентября 2020 года)
  - Джон Уэйн Гейси: Переодетый дьявол (25 марта 2021 года)

#### Развлекательные программы
- Вышедшие в эфир:
  - The At-Home Variety Show Featuring Seth MacFarlane (11 мая 2020 года)
  - Шоу Эмбер Руффин (25 сентября 2020 года)
  - Уилмор (18 сентября 2020 года)

### Контент от сторонних поставщиков
23 декабря 2019 года кинокомпания Lionsgate сообщило о лицензировании своей библиотеки для трансляции на Peacock в рамках соглашения с Comcast по трансляции своего телеканала Starz. В обмен NBCUniversal предоставит свой контент для StarzPlay. 16 января 2020 года Peacock приобрёл у Warner Bros. Television права на сериалы «Два с половиной человека» и «Джордж Лопез» и кинофраншизу «Матрица», а также сериал «Йеллоустон» у Paramount Network. В феврале 2020 года A&E Networks лицензировала для сервиса ряд программ из библиотек своих телеканалов A&E и History Channel.
1 июля 2020 года ViacomCBS сообщило, что ряд её телевизионных сериалов и фильмов попадут на Peacock в не эксклюзивном формате, также сервис с 2021 по 2023 год будет иметь права на ряд картин Paramount Pictures.
14 июля 2020 года сервис приобрёл права на показ в США канадской драмы «Departure».
17 июля 2020 года Cinedigm анонсировал, что к запуску Peacock лицензировал для него порядка 12 фильмов и три стриминговых канала.
25 января 2021 года рестлинг-промоушен WWE, права на показ двух еженедельных программ которого (Raw и NXT) принадлежат родственному Peacock телеканалу USA Network, сообщил, что NBCUniversal приобрёл эксклюзивные права в США на его стриминговый сервис WWE Network, контент от которого станет брендированым каналом Peacock с 18 марта 2021 года. WWE Network будет доступна премиальным подписчикам сервиса без дополнительных затрат; как и раньше, контент будет состоять из библиотеки видео по требованию и линейного канала. Начиная с 2022 года WWE планировало начать производство документальных проектов.

## Запуск
| Дата выпуска     | Страна / территория       |
| ---------------- | ------------------------- |
| 15 июля 2020     | Соединённые Штаты Америки |
| 16 ноябрь 2021   | Ирландия                  |
| 16 ноябрь 2021   | Великобритания            |
| 25 январь 2022   |                           |
| Австрия          |                           |
| Германия         |                           |
| 15 февраль 2022  |                           |
| Италия           |                           |
| 2 март 2022      |                           |
| Швейцария        |                           |
| 20 сентябрь 2022 |                           |
| Дания            |                           |
| Норвегия         |                           |
| Швеция           |                           |
| Финляндия        |                           |
| 20 октябрь 2022  |                           |
| Нидерланды       |                           |
| Португалия       |                           |